# Bornhardtita
La bornhardtita és un mineral de la classe dels sulfurs, que pertany i dona nom al subgrup de la bornhardtita. Rep el seu nom en honor del professor Friedrich Wilhelm Conrad Eduard Bornhardt (1864-1946), geòleg alemany, enginyer i explorador, director de l'Escola de Mines de Berlín (Bergakademie) entre el 1907 i 1916.

## Característiques
La bornhardtita és un sulfur de fórmula química Co2+Co3+
2Se₄. Cristal·litza en el sistema isomètric. La seva duresa a l'escala de Mohs és 4. És l'espècie amb seleni anàloga de la linneïta.
Segons la classificació de Nickel-Strunz, la bornhardtita pertany a «02.D - Sulfurs metàl·lics, amb proporció M:S = 3:4» juntament amb els següents minerals: carrol·lita, cuproiridsita, cuprorhodsita, daubreelita, fletcherita, florensovita, greigita, indita, kalininita, linneïta, malanita, polidimita, siegenita, trüstedtita, tyrrel·lita, violarita, xingzhongita, ferrorhodsita, cadmoindita, cuprokalininita, rodoestannita, toyohaïta, brezinaïta, heideïta, inaglyita, konderita i kingstonita.

## Formació i jaciments
Va ser descoberta l'any 1955 a les pedreres de Trogtal, a Lautenthal, Harz (Baixa Saxònia, Alemanya). També a Alemanya se n'ha trobat a la mina Weintraube (Lerbach, Baixa Saxònia) i a Tilkerode (Saxònia-Anhalt). També ha estat descrita a dos indrets del continent americà: al dipòsit d'urani de Pinky Fault, a Saskatchewan (Canadà) i al Cerro de Cacheuta, a Cacheuta (Mendoza, Argentina).